# Garófa
Garófa (Garoafa) település Romániában, Moldvában, Vrancea megyében.

Községközpont, 7 település: Bizighești, Ciușlea, Doaga, Faure (Făurei), Precistanu, Răchitosu és Străjescu tartozik hozzá.